# 上闫庄乡
上闫庄乡，是中华人民共和国河北省石家庄市行唐县下辖的一个乡镇级行政单位。

## 行政区划
上闫庄乡下辖以下地区：
上闫庄村、上王庄村、下王庄村、郑库池村、郄库池村、上安里村、车厂村、北董庄村、米家庄村、蒋家峪村、瓜家峪村、石坊村、石佛店村、塔沟村和神树村。